# Katiusza

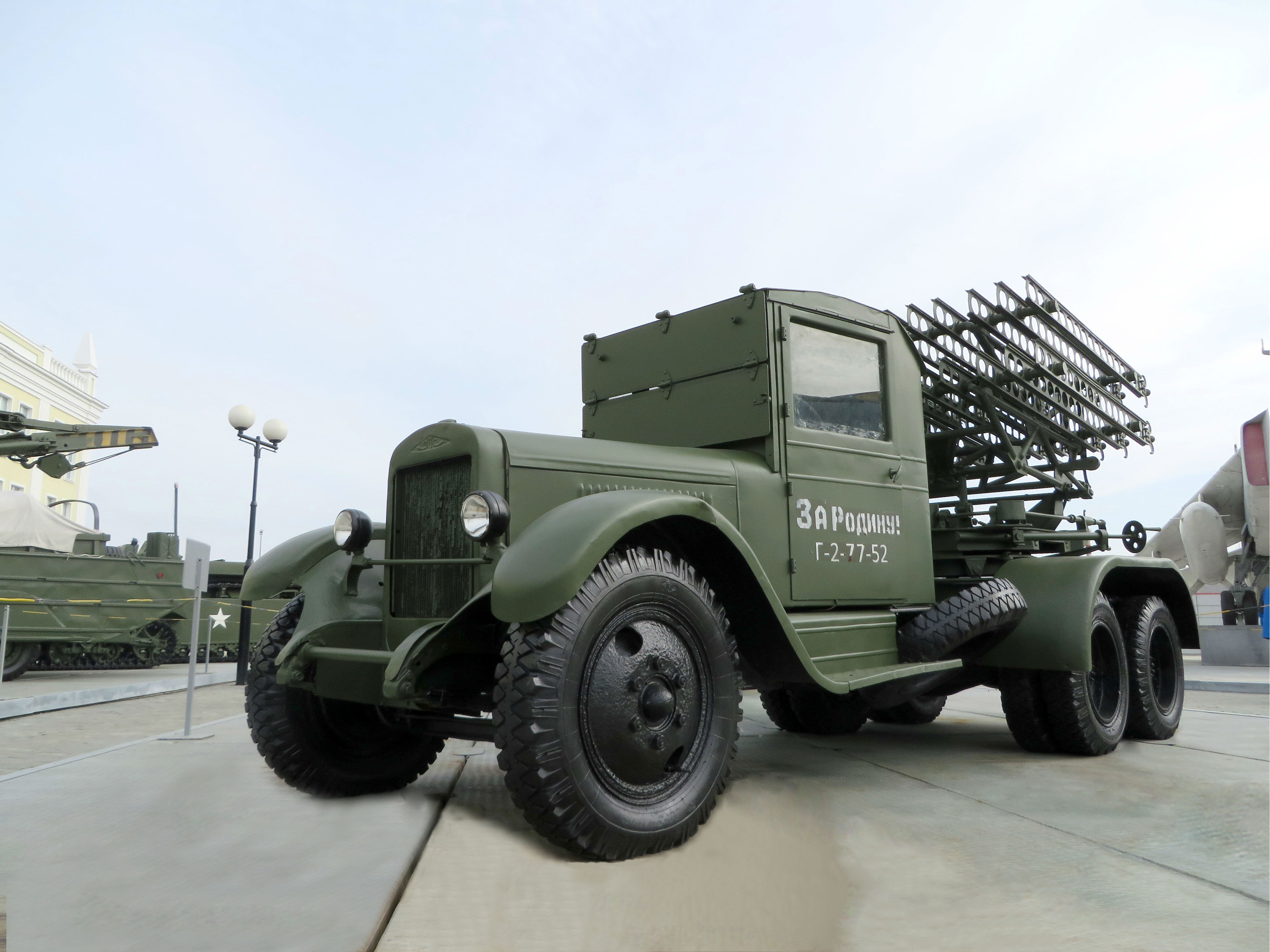
BM-8

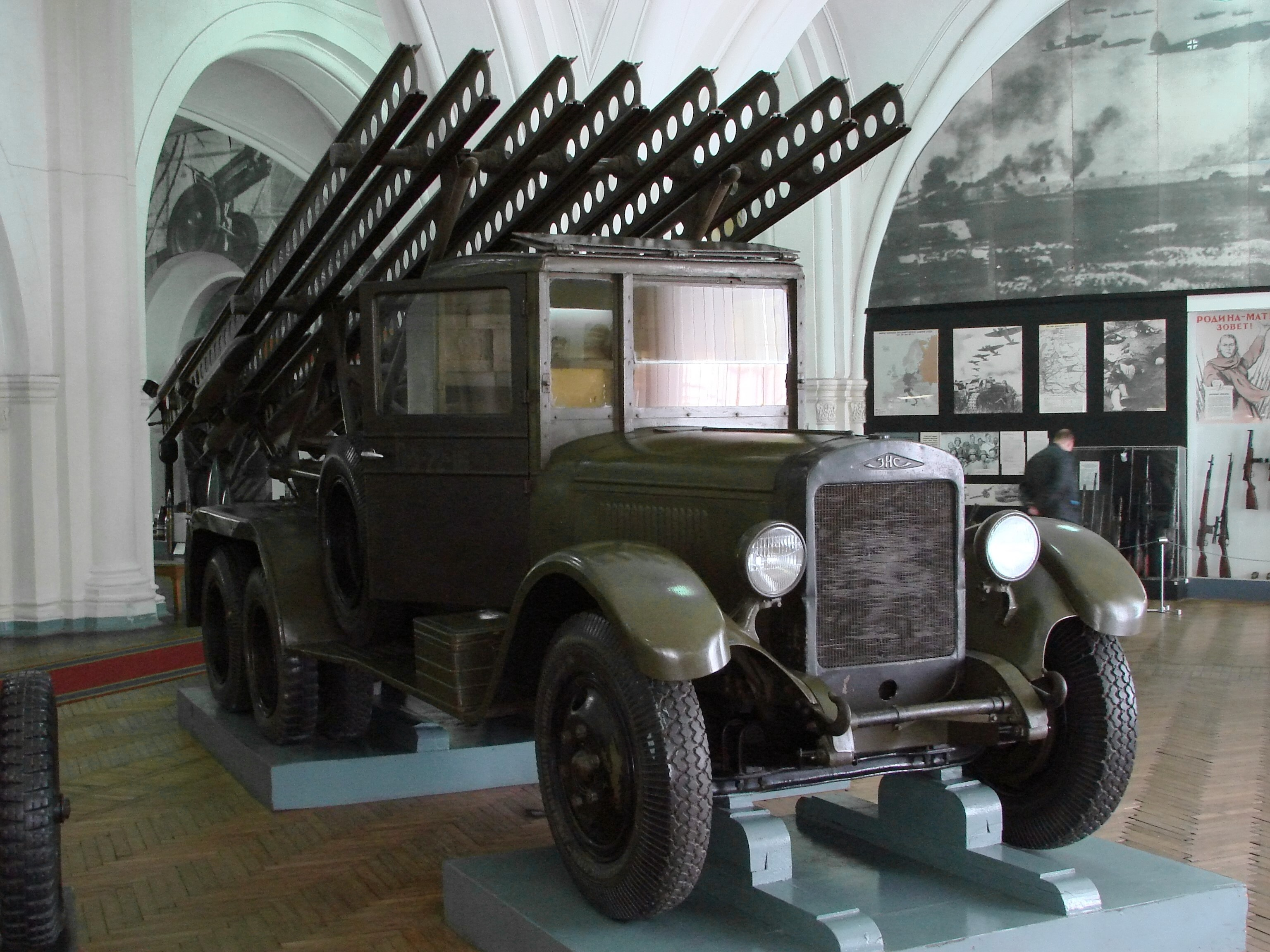
BM-13 na podwoziu ZiS-6

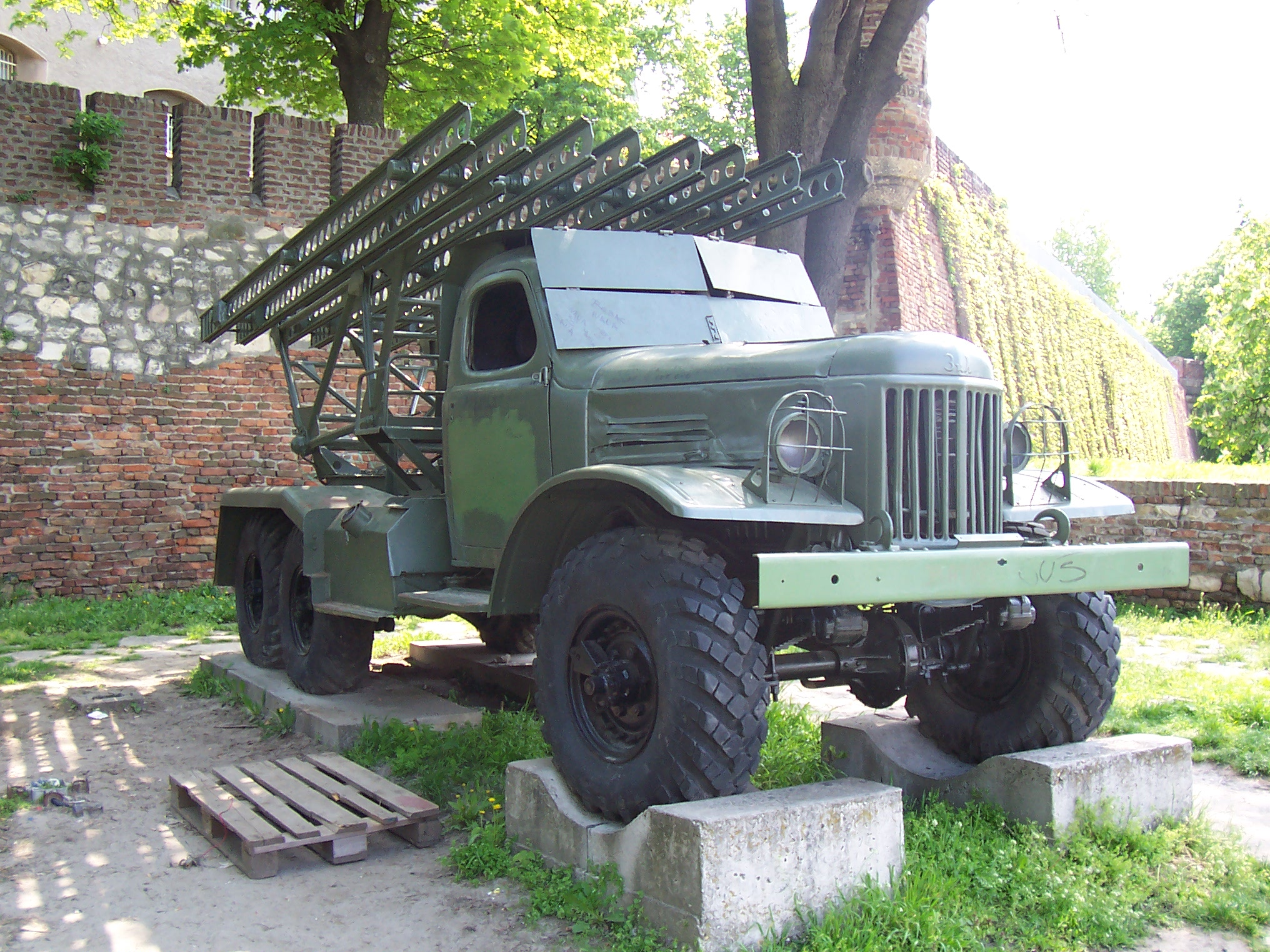
BM-13 na podwoziu ZiŁ-157

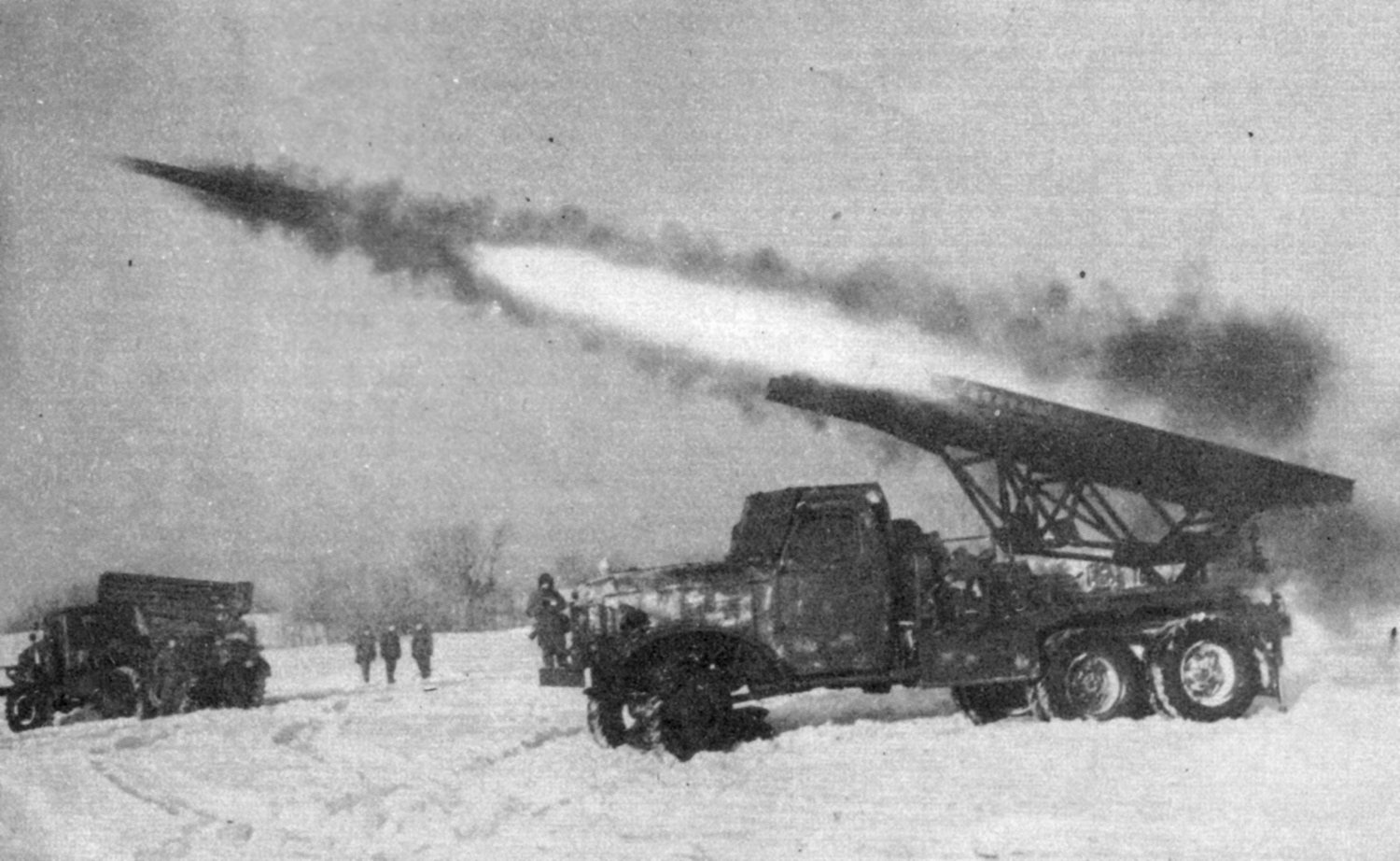
BM-13 podczas testów

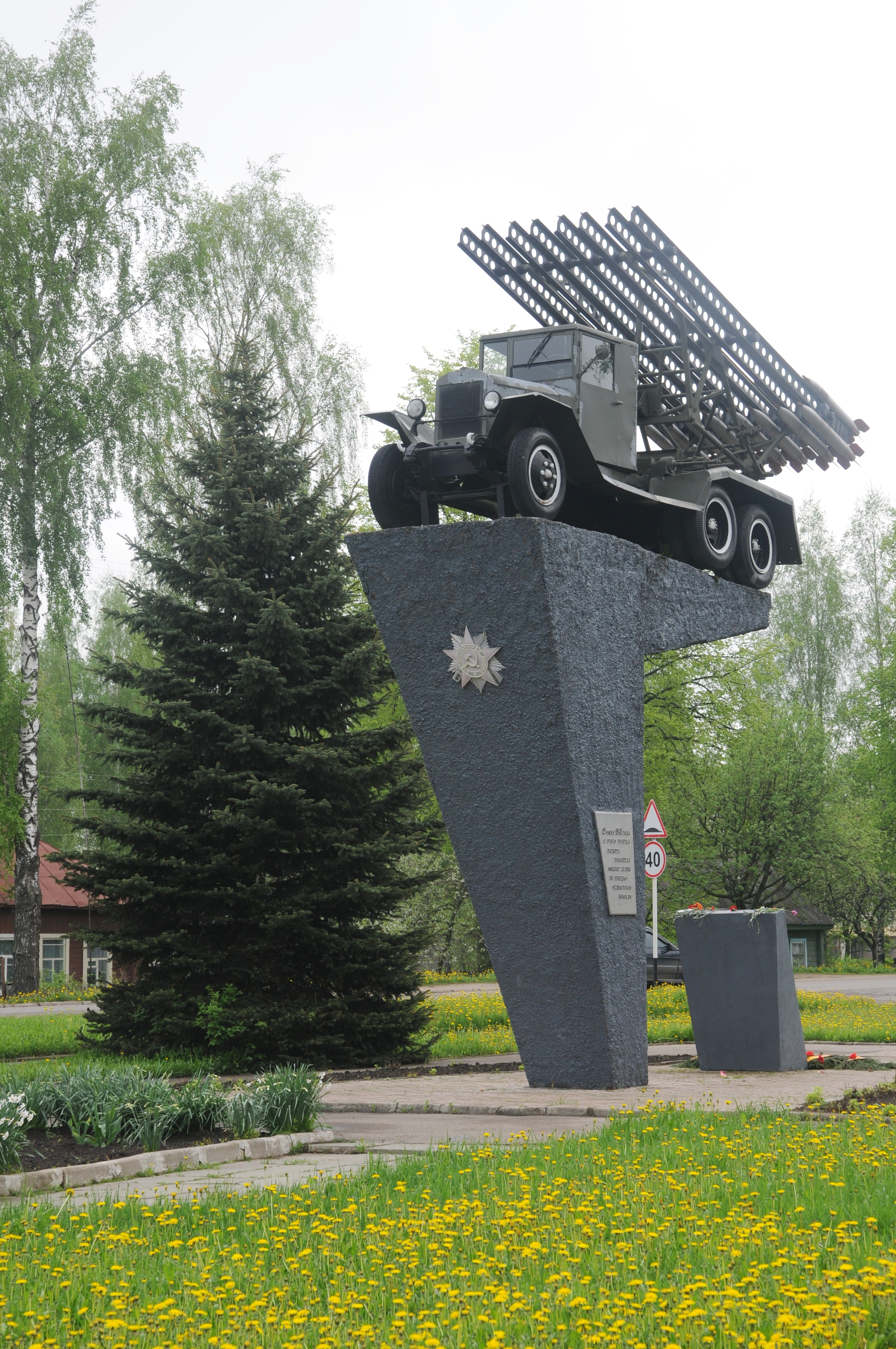
Katiusza na pomniku w mieście Rudnia poświęconym pierwszej baterii BM-13 pod dowództwem kapitana Iwana Florowa

Katiusza (ros. Катюша) – wspólna nazwa obejmująca radzieckie wyrzutnie rakietowe BM-8 kalibru 82 mm, BM-13 kalibru 132 mm, BM-31 kalibru 310 mm i ich modyfikacje wprowadzane na uzbrojenie Armii Czerwonej począwszy od 21 czerwca 1941 roku podczas II wojny światowej.
Katiusza to zdrobnienie popularnego w Rosji żeńskiego imienia Jekatierina (Katarzyna), „Kasieńka”, „Kaśka” – taki też tytuł nosiła popularna podczas wojny w Związku Radzieckim piosenka mówiąca o tęsknocie dziewczyny do ukochanego, który odbywa służbę wojskową.
Niemcy nadali katiuszom nie mniej poetycką nazwę organów Stalina.

## Zastosowanie
Po raz pierwszy katiusze zostały użyte w boju w lipcu 1941 roku w trakcie walk o Smoleńsk. Według radzieckiej historiografii, zadebiutowały 14 lipca, niszcząc zupełnie 112 rakietami niemieckie pociągi wojskowe na stacji Orsza. Debiut broni stał się szeroko znany w literaturze radzieckiej, lecz późniejsi autorzy podają jednak w wątpliwość skutek ataku i to, czy celem nie stały się porzucone radzieckie składy, gdyż nie zostało to odnotowane w niemieckich źródłach. Tego dnia jeszcze ostrzelano niemiecką przeprawę przez rzekę Orszyca. Już 8 sierpnia 1941 powołano w Armii Czerwonej osiem pułków artylerii rakietowej, wyposażonych w trzydzieści sześć wyrzutni każdy. Po uzyskaniu przez Związek Radziecki przewagi na froncie, zmasowany ogień katiusz był stałym elementem artyleryjskiego przygotowania natarcia każdej sowieckiej ofensywy.
Mimo niewielkiej celności prowadzonego ognia, ostrzał pozycji wroga z użyciem katiusz był bardzo efektywny, a to dzięki jego koncentracji na stosunkowo niewielkiej powierzchni i masowemu użyciu. Dochodził do tego czynnik psychologiczny – charakterystyczny dźwięk wydawany przez startujące pociski wzbudzał w niemieckich żołnierzach uczucie panicznego lęku.
Wyrzutnie rakietowe zgrupowane były w dywizjonach (4 wyrzutnie), brygadach i dywizjach. Brygada artylerii rakietowej w czasie odpalania jednej salwy, co trwało 7–10 sekund, mogła wystrzelić do 1152 pocisków, a dywizja – 3456 pocisków. Niektóre dywizje wchodziły w skład korpusów uderzeniowych naczelnego odwodu, których używano do przełamywania frontu na szczególnie ważnych kierunkach natarcia.
W dniu 1 stycznia 1944 roku Armia Czerwona posiadała:
- BM-8, 489 szt.
- BM-13, 2167 szt.
- Rama M-31, 5335 szt.

natomiast dnia 1 maja 1945 na stanie było:
- BM-8, 364 szt.
- BM-13, 2527 szt.
- Rama M-31, 2771 szt.
- BM-31-12, 1047 szt.

W ludowym Wojsku Polskim wyrzutnie BM-8, 13, 31 i inne były na wyposażeniu samodzielnych dywizjonów i pułków artylerii rakietowej. W zależności od potrzeb jednostki te przydzielane były do oddziałów 1 i 2 Armii Wojska Polskiego.

## Dane taktyczno-techniczne
Podczas strzelania obsługa kryła się w pewnej odległości od wyrzutni.

### BM-8
Szynowa wyrzutnia rakietowa montowana na podwoziach samochodów ZiS-6, podwoziach czołgów lekkich T-60 oraz amerykańskich ciężarówek m.in. Studebaker US-6, dostarczanych Sowietom w ramach umowy Lend-Lease. Produkowane były wersje z prowadnicami szynowymi na 24, 36, 48 lub 72 pociski.
- zasięg 5000–5500 m zależnie od wersji pocisku
- kaliber 82 mm

Niemcy skopiowali wyrzutnię BM-8 i wprowadzili ją do swojego uzbrojenia pod nazwą 8 cm Raketen-Vielfachwerfer.

### BM-13
Szynowa wyrzutnia rakietowa montowana na podwoziach samochodów ZIS oraz zagranicznych dostarczanych z Zachodu. Rakiety M-13 montowane były w dwóch rzędach po osiem w każdym, M-13DD i M-20 tylko w jednym rzędzie, ze względu na dużą masę.
Parametry:

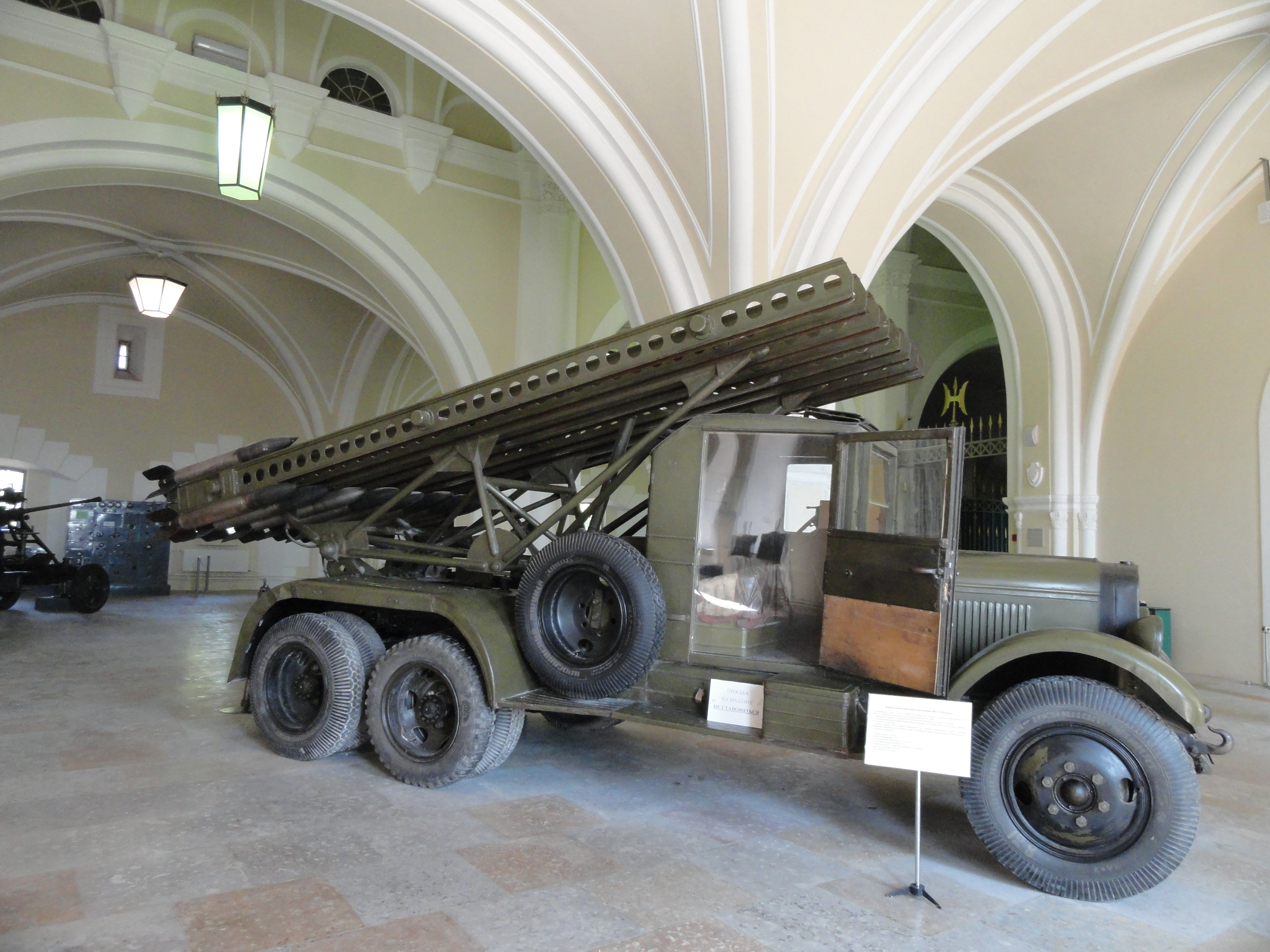
BM-13 na podwoziu ZiS-6

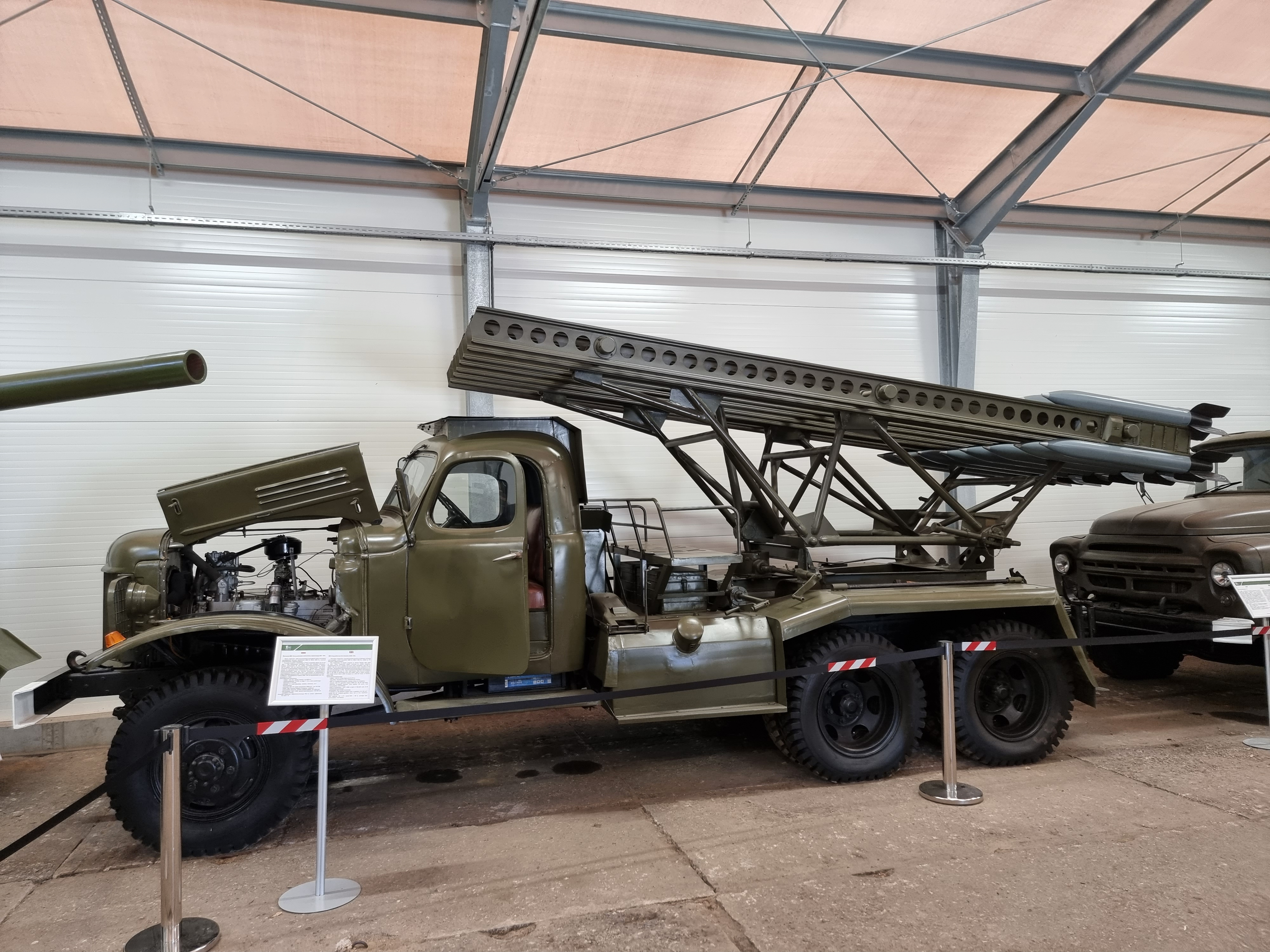
BM-13 na podwoziu ZiS-151 na ekspozycji w Parku Militarnym Muzeum Wojska w Białymstoku

- zasięg pocisku M-13 5520–9470 m, w zależności od wersji
- zasięg pocisku M-20 5000 m
- zasięg pocisku M-13DD 11 800 m
- kaliber 132 mm
- długość pocisku 1,42 m (M-13), 2,09 m (M-20), 2,23 m (M-13DD)
- kąt ostrzału w płaszczyźnie pionowej – od 7° do 40°
- kąt ostrzału w płaszczyźnie poziomej – 42°
- masa pocisku 41,5–44,5 kg (M-13), 57,6 kg (M-20), 62,8 kg (M-13DD)
- masa materiału wybuchowego 4,9 kg (M-13, M-13DD), 18,4 kg (M-20)
- szybkostrzelność 16 strzałów w ciągu 7–10 sekund
- czas powtórnego ładowania 5–10 min

### BM-31-12
Koszowa 12-prowadnicowa wyrzutnia rakiet, produkowana od 1944 roku, montowana na podwoziu samochodowym. Łączna jej masa bez pocisków wynosiła 7100 kg.

Parametry pocisku M-31:
- zasięg 4000 m
- kaliber 300 mm
- długość pocisku 1,7 m
- masa pocisku 91,5–92,4 kg (M-31), 94,8 kg (M-31UK)
- napęd silnik rakietowy na paliwo stałe
- prędkość maksymalna pocisku 255 m/s (M-31), 245 m/s (M-31UK)

## Inne znaczenie
Na zachodzie termin Katiusza używany jest dla określenia wszelkiego rodzaju wyrzutni rakietowych wzorowanych na sowieckich oryginałach. W szczególności dotyczy to wyrzutni używanych przez oddziały partyzanckie w Wietnamie, ugrupowania Hezbollahu, partyzantów w Iraku i Talibów.

## Powojenne wyrzutnie rakietowe
W okresie powojennym powstały jeszcze m.in. wyrzutnie:
- BM-14 (lata 50.), kaliber 140 mm
- BM-21 Grad (lata 60.), kaliber 122 mm
- BM-27 Uragan (lata 70.), kaliber 220 mm
- BM-30 Smiercz (od 1987), kaliber 300 mm
- TOS-1